# Płoszczewo (obwód smoleński)
Płoszczewo (ros. Площево) – wieś (ros. деревня, trb. dieriewnia) w zachodniej Rosji, w osiedlu wiejskim Pionierskoje rejonu smoleńskiego w obwodzie smoleńskim.

## Geografia
Miejscowość położona jest w dorzeczu Upokoja, 1,5 km od drogi regionalnej 66K-22 (Szczeczenki – Monastyrszczina), 21,5 km od drogi federalnej R135 (Smoleńsk – Krasnyj – Gusino), 17,5 km od drogi federalnej R120 (Orzeł – Briańsk – Smoleńsk – Witebsk), 39 km od drogi magistralnej M1 «Białoruś», 6 km od centrum administracyjnego osiedla wiejskiego (Sanniki), 28,5 km od Smoleńska.

## Demografia
W 2010 r. miejscowość zamieszkiwało 11 osób.